# Margolisius abditus
Margolisius abditus is een eenoogkreeftjessoort uit de familie van de Lernaeopodidae. De wetenschappelijke naam van de soort is voor het eerst geldig gepubliceerd in 2000 door Benz, Kabata & Bullard.